# Download Accelerator Plus
Download Accelerator Plus (o in breve DAP) è un download manager di tipo proprietario, sviluppato dalla SpeedBit e operante solo su Microsoft Windows.
Il programma è disponibile in due versioni: la "Free" (gratuita) e la "Premium" (a pagamento). Tra le caratteristiche presenti in DAP, le più rilevanti sono lo schedulamento dei download, la disconnessione da Internet e/o lo spegnimento automatico del computer al termine del download e la scansione automatica di eventuali virus contenuti nei file scaricati tramite integrazione con il software antivirus installato, sebbene non funzioni correttamente con alcuni di essi. DAP si integra anche con i principali browser come Internet Explorer, Mozilla Firefox ed Opera. Quando viene completato un download, il programma mostra un piccolo messaggio nell'area di notifica con i comandi "Open/Play" per aprire/avviare il file scaricato.
DAP possiede anche un gestore di password per i siti Web. Nella versione a pagamento "Premium" (che, a differenzia della "Free", non mostra alcun banner nell'interfaccia) sono incluse alcune funzionalità aggiuntive, come il riavvio perenne e la memoria virtuale per i download. DAP 8.5 possiede un file di controllo per la sicurezza, fornito da ZoneAlarm, che avvisa l'utente in caso di scaricamento di file potenzialmente dannosi.